# 2-nonanamina
La 2-nonanamina es una amina primaria con fórmula molecular C9H21N.
- Datos: Q5651239